# Tidzi (kommun)
Tidzi (franska: Tidzi (CR), Tidzi (Commune Rurale), arabiska: تاركانت) är en kommun i Marocko.   Den ligger i provinsen Essaouira och regionen Marrakech-Safi, i den centrala delen av landet, 400 km sydväst om huvudstaden Rabat. Antalet invånare är 4 769.